# Список правительства Гидо Вильдосо, 1982
Бригадный генерал  Гидо Вильдосо Кальдерон был назначен президентом решением верховного командования вооружённых сил Боливии  21 июля 1982 года и сформировал новый кабинет. 
| Министерство / Дата                                 | 21.07.1982                                | 29.07.1982                    | 05.10.1982                       |
| --------------------------------------------------- | ----------------------------------------- | ----------------------------- | -------------------------------- |
| Министр иностранных дел и по делам религии          | Агустин Сааведра Вейсе, НДД               |                               |                                  |
| Министр внутренних дел, миграции и юстиции          | Эдгар Рохас Руис, военный                 |                               |                                  |
| Министр национальной обороны                        | Альфредо Вильярроэль Барха, военный       |                               |                                  |
| Министр финансов                                    | Альфонсо Револьо Тенньер, НРД             |                               |                                  |
| Министр планирования и координации                  | Амадео Сальдиас Кордеро, военный          |                               |                                  |
| Министр образования и культуры                      | Марсело Кальво Вальда, БСФ                |                               |                                  |
| Министр труда и по делам профсоюзов                 | Хулио Вильягомес Варгас, военный          |                               |                                  |
| Министр промышленности, торговли и туризма          | Хорхе Эскобар Санчес, военный             | Рауль Сориа Руис, независимый |                                  |
| Министр транспорта и путей сообщения                | Дуглас Эстремадоро Гарсиа, военный        |                               |                                  |
| Министр полезных ископаемых и металлургии           | Октавио Вильявисенсио Кинтанилья, военный |                               |                                  |
| Министр энергетики и нефтепродуктов                 | Аугусто Санчес Валье, военный             |                               |                                  |
| Министр сельского хозяйства и по крестьянским делам | Виктор Уго Бальдеррама Касановас, военный |                               |                                  |
| Министр здравоохранения и социальной защиты         | Дориан Горена Урисар, независимый         |                               |                                  |
| Министр городского строительства                    | Мануэль Лухиан Альба, военный             |                               |                                  |
| Министр экономической интеграции                    | Хосе Антонио Онья Костас, военный         |                               |                                  |
| Министр печати, информации и спорта                 | Уго Гонсалес Риоха, НРД                   | Луис Пеньяранда Бельтран, НРД |                                  |
| Министр авиации                                     |                                           |                               | Наталио Моралес Москера, военный |
| Секретарь кабинета                                  | Альфредо Кареага Гуэрека, независимый     |                               |                                  |

НРД – Националистическое революционное движение
БСФ – Боливийская социалистическая фаланга
НДД – Националистическое демократическое действие